# BCLジョッキー
『SONY BCLジョッキー』（ソニー ビーシーエルジョッキー）は、1973年10月から1977年12月までTBSラジオ（当時は東京放送が運営）で放送されていた情報番組である。ソニーの一社提供。

## 概要
AMでは数少ないBCL専門の情報番組として放送。スタート当初は熊倉一雄がパーソナリティを務め、小川哲哉、ケン影岡と続き、後に富山敬と交代した。オープニングの語りは「昨日の国から飛んでくる電波。明日の国から飛んでくる電波。世界中を駆け巡る電波。それらの電波をキャッチする若者達のタイムスポット。SONY BCLジョッキー」であった。
スポンサーのソニーは数多くのBCL向けマルチラジオチューナーを開発しており、BCLブーム当時の中心商品としてスカイセンサーシリーズがあった。本番組は、実際にスカイセンサーシリーズを使って受信した世界各地の放送を紹介していた。また、各地の放送の最新周波数や放送局に関する情報なども紹介していた。
TBSラジオでは、当初は毎週火曜 - 土曜 0:45 - 1:00 （月曜深夜 - 金曜深夜）に放送されていたが、後に0:50 - 1:00に縮小した。深夜のワイド番組『ラジオでこんばんわ』と『5スイート・キャッツ』に内包されていた時期もある。1977年の冬頃には、JRN加盟局の一部でも1週間分の内容を30分にまとめたものが放送されていた。
またこの頃には、リスナー同士が情報交換のために集うイベント「BCLペディション」が開かれていた。このイベントでは、スカイセンサーの商品デモンストレーションやBCLの専門家による講演も行われていた。